# Lomustina
La Lomustina (DCI; abreviado CCNU; nombre comercial original CeeNU, comercializado ahora como Gleostina) es un compuesto alquilante de tipo nitrosourea utilizado en quimioterapia para enfermedades neoplásicas. Es relativamente ionizado a pH fisiológico y ha demostrado ser de utilidad como agente único o como tratamiento combinado con otros agentes quimioterápicos, especialmente en casos resistentes a la vincristina.

## Indicaciones
En medicina veterinaria, se utiliza en animales pequeños (caninos y felinos) como tratamiento adyuvante de las neoplasias del sistema nervioso central, los linfomas y los mastocitomas, como agente de rescate formando parte de protocolos para recaídas de linfoma canino, como agente de rescate para los mastocitomas, para los linfosarcomas cutáneos, para la histiocitosis sistémica y para el linfoma epiteliotrópico cutáneo canino. También está indicado para tumores cerebrales malignos primarios como metástasis en pacientes que ya hubieran sido sometidos a cirugía y/o radioterapia apropiados.
La lomustina se absorbe con rapidez y en forma extensa desde el tracto gastrointestinal y ocurre cierto grado de absorción después de la administración tópica. Es altamente liposoluble, que le confiere una gran capacidad de difusión tisular y de penetración en las células por difusión pasiva.
La lomustina presenta un extenso metabolismo de primer pasaje hepático con la formación de metabolitos monohidroxilados. La hidroxilacion del carbono 4'- del anillo ciclohexil, da la formación de ambos isomeros (cis y trans) de los metabolitos con un aumento de la actividad alquilante y reduciendo los efectos tóxicos relativos a la molécula principal. Esto se traduce en el aumento del doble de la actividad terapéutica de estos metabolitos. Desafortunadamente el metabolismo de lomustina esta asociado a una larga variabilidad individual entre los animales de una misma especie con lo cual lo más adecuado llevar un control clínico personalizado de cada paciente (Lee y col, 1985; Rusk y col., 2006; Dirikolu y col., 2009).
Si bien la lomustina no se detecta en el f sus metabolitos activos se presentan en concentraciones sustanciales. Es metabolizada extensamente en el hígado tanto a metabolitos activos como inactivos, sufriendo un amplio efecto de primer paso dando lugar a dos metabolitos activos cis y trans-hidroxi-CCNU. Los metabolitos se eliminan por vía renal, parte se excreta por vía biliar (5%) y parte se reabsorbe.

### Uso Veterinario
En el año 2023 se aprobó el primer medicamento con lomustina para uso veterinario (ONCOVET L), de Laboratorio Chemovet S.A. (Argentina). En medicina veterinaria esta indicado principalmente para pacientes caninos con cáncer (sola o en combinación con otras drogas quimioterápicas), como ser: linfoma de células B y células T, linfoma epiteliotrópico cutáneo, mastocitomas, histiocitosis sistémica, neoplasias malignas cerebrales y en felinos en neoplasias malignas tales como linfoma, mastocitomas, tumores de vainas nerviosas periféricas, fibrosarcomas y mieloma múltiple. Se puede administrar en diferentes esquemas de tratamiento, tales como terapia de inducción, adyuvancia, neoadyuvancia, mantenimiento y quimioterapia metronomica.

## Mecanismo de acción
Los medicamentos de quimioterapia específicos sobre el ciclo celular solo afectan a las células cuando se están dividiendo, mientras que los medicamentos no específicos al ciclo celular afectan a las células cuando están en reposo. La lomustina es un agente alquilante altamente lipófilo, no específico del ciclo celular, que produce iones cloroetilcarbenio e intermediarios carbamilantes in vivo. Estos productos son electrófilos y atacan sitios nucleofílicos en el ADN y el ARN para formar productos alquilados. A diferencia de otros agentes anticancerígenos como la mitomicina C, la estreptonigrina, la bleomicina y las antraciclinas, la lomustina no requiere bioactivación para reaccionar con sus objetivos celulares. La lomustina es un compuesto cloroetilante que provoca la alquilación y el entrecruzamiento del ARN y el ADN en la posición O6 de las bases nitrogenadas que contienen guanina. Si el ADN y el ARN no se reparan, este entrecruzamiento provoca roturas durante la replicación y, finalmente, provoca la muerte celular por apoptosis.
El mecanismo de acción de la lomustina requiere de la replicación del ADN para actuar. Su activación puede ocurrir en diferentes fases del ciclo celular. La muerte celular ocurre principalmente durante la fase S del ciclo celular, en la que los metabolitos activos de la célula pierden la capacidad de actuar sobre la replicación del ADN.

### Farmacología clínica
La lomustina se clasifica como un agente alquilante y los agentes alquilantes son más activos en la fase de reposo de la célula, por lo tanto estos medicamentos son ciclo celular no específica. Su mecanismo de acción consiste en la inhibición del ADN y la síntesis de ARN a través de la alquilación del ADN. 1-(2-cloroetil) 3-ciclohexil-1-nitrosourea (lomustina) el paso inicial en el proceso de alquilación es la transferencia de un grupo cloroetilo de la cloroetil-nitrosourea a la posición 6 de la guanina en el ADN, entrecruzamientos intra e intercatenarios en el ADN, lo que resulta en la inactivación del mismo, el cese de la síntesis de ADN y en última instancia, la muerte celular. La lomustina ha demostrado que afecta a un número de procesos celulares incluyendo el de la síntesis de proteínas ARN y el procesamiento de ARN mensajero ribosómico y nucleoplasmico; estructura de componentes de bases de ADN, la tasa de síntesis de ADN y la actividad de la polimerasa de ADN.